# Christopher Chataway
Christopher John Chataway (ur. 31 stycznia 1931 w Chelsea w Londynie, zm. 19 stycznia 2014 w  Londynie) – brytyjski lekkoatleta (średnio- i długodystansowiec), rekordzista świata; później polityk, minister w rządach Partii Konserwatywnej.
Ukończył Magdalen College w Oksfordzie.

## Kariera lekkoatletyczna
W pierwszej połowie lat 50. był jednym z czołowych brytyjskich lekkoatletów biegających na średnich i długich dystansach, obok takich zawodników, jak Roger Bannister, Gordon Pirie i Derek Ibbotson. Zajął 5. miejsce w biegu na 5000 metrów na igrzyskach olimpijskich w 1952 w Helsinkach. Prowadził jeszcze na 150 metrów przed metą, kiedy został wyprzedzony naraz przez Emila Zátopka, Alina Mimouna i Herberta Schade. Popchnięty zawadził stopą o krawężnik i upadł, przez co stracił ok. 10 sekund. 1 lipca 1953 w Londynie ustanowił rekord świata w sztafecie 4 × 1 mila czasem 16:41,0 (sztafeta biegła w składzie: Chataway, Bill Nankeville, Don Seaman i Bannister).
Uczestniczył jako pacemaker, razem z Chrisem Brasherem, w biegu na 1 milę 6 maja 1954 w Oksfordzie, w którym Roger Bannister przebiegł ten dystans jako pierwszy w czasie poniżej czterech minut.
Zwyciężył w biegu na 3 mile na igrzyskach Imperium Brytyjskiego i Wspólnoty Brytyjskiej w 1954 w Vancouver. Zdobył srebrny medal w biegu na 5000 metrów na mistrzostwach Europy w 1954 w Bernie za Wołodymyrem Kucem ze Związku Radzieckiego. 13 października 1954 w Londynie, podczas meczu lekkoatletycznego Londyn – Moskwa pokonał Kuca i ustanowił rekord świata w biegu na 5000 metrów czasem 13:51,6. Osiągnięcia te sprawiły, że otrzymał nagrodę BBC Sports Personality of the Year (przyznaną po raz pierwszy).
30 lipca 1955 w Londynie ustanowił rekord świata w biegu na 3 mile wynikiem 13:23,2. Zajął 11. miejsce w biegu na 5000 metrów na igrzyskach olimpijskich w 1956 w Melbourne. Po tym sezonie zakończył międzynarodowe występy.
Był mistrzem Wielkiej Brytanii (AAA) w biegu na 3 mile w 1952 i 1955.
Rekordy życiowe Chatawaya:
| Konkurencja         | Data i miejsce               | Wynik   |
| ------------------- | ---------------------------- | ------- |
| bieg na 800 metrów  | 1956                         | 1:53,3  |
| bieg na 1500 metrów | 1955                         | 3:43,6  |
| bieg na milę        | 28 maja 1955, Londyn         | 3:59,8  |
| bieg na 2000 metrów | 11 czerwca 1955, Londyn      | 5:09,4  |
| bieg na 3000 metrów | 1959                         | 8:06,2  |
| bieg na 2 mile      | 1954                         | 8:41,0  |
| bieg na 3 mile      | 30 lipca 1955, Londyn        | 13:23,2 |
| bieg na 5000 metrów | 12 października 1954, Londyn | 13:51,6 |
| bieg na 6 mil       | 1955                         | 28:52,0 |

## Kariera w polityce i biznesie
Początkowo pracował w stacjach telewizyjnych ITV i BBC. W 1959 został wybrany z ramienia Partii Konserwatywnej do Izby Gmin z okręgu Lewisham North. Powtórzył ten sukces w 1964. Piastował pomniejsze stanowiska w rządach Harolda Macmillana i Aleca Douglasa-Home’a. W 1966 stracił miejsce w Izbie Gmin, ale je odzyskał w 1969, tym razem w okręgu Chichester. W rządzie Edwarda Heatha był ministrem poczty i telekomunikacji, a następnie ministrem rozwoju przemysłu. W 1974 nie ubiegał się o reelekcję. Później działał w biznesie. Był m.in. przewodniczącym Civil Aviation Authority. W 1995 otrzymał tytuł szlachecki.